# Zoogoneticus purhepechus
Zoogoneticus purhepechus és una espècie de peix pertanyent a la família dels goodèids i a l'ordre dels ciprinodontiformes.

## Etimologia
Zoogoneticus prové del grec zoon (animal petit) i del llatí genesis (gènesi), mentre que purhepechus deriva del nom de l'ètnia indígena dels purépetxes, els quals viuen a l'àrea de distribució d'aquesta espècie.

## Descripció
Fa 3,4 cm de llargària màxima. 13-14 radis tous a l'aleta dorsal, 13-14 també a l'anal i 11-15 a les pectorals. Línia lateral contínua. Boca petita. Dents còniques. Intestí curt. Ambdós sexes presenten una coloració marró clar, amb taques de color marró fosc i moderadament grans a la part posterior del cos (començant a la base de l'aleta caudal). Patró de clapes petites a la part superior de la regió ventral (part anterior del cos). Parell de taques marrons fosques alineades lateralment a la base del peduncle caudal i que, en el cas dels mascles i durant l'època reproductiva, poden ésser indistingibles. Regió ventral amb taques. Els mascles adults són lleugerament més foscos que les femelles i poden mostrar un color lleugerament blavós o verdós a la part lateral del cos i tindre algunes escates amb irisacions. Els mascles de la localitat tipus mostren una franja vermella intensa a l'extrem de les aletes pelvianes i dorsal, mentre que en els espècimens d'altres localitats l'esmentada franja pot ésser d'un taronja intens. Es diferencia de Zoogoneticus quitzeoensis per tindre una distància preorbitària més curta, una longitud de la base de l'aleta dorsal més allargada i 13-14 radis a l'aleta dorsal. Tot i això, i des d'un punt òptic, totes dues espècies són difícils de distingir l'una de l'altra.

## Reproducció
L'espècie més estretament emparentada amb ella, Zoogoneticus quitzeoensis, mostra un període reproductiu des del gener fins a l'abril. Femelles prenyades i peixos de totes les mides de Z. purhepechus han estat observats al llac de Camécuaro (Jalisco) al mes d'abril.

## Alimentació
És un depredador que es nodreix de petits invertebrats (com ara, crustacis i larves d'insectes).

## Hàbitat i distribució geogràfica
És un peix d'aigua dolça, bentopelàgic (entre 2 i 4 m de fondària) i de clima tropical, el qual viu a Mèxic: el llac de Chapala, la conca inferior del riu Lerma i les conques dels rius Ameca, Armería i Grande de Santiago als estats de Guanajuato, Jalisco i Michoacán. El seu hàbitat inclou llacs, rierols, estanys, canals i séquies amb un substrat d'argila, llim, fang, sorra, grava, roques i matèria orgànica en descomposició, i prefereix les aigües clares a les fangoses i amb una vegetació densa (com ara, algues verdes, Eichhornia, Scirpus, Potamogeton, Nasturtium, Chara i Lemna). Comparteix el seu hàbitat amb Iris, Ceratophyllum, Typha, Alloophorus robustus, Chapalichthys encaustus, Goodea atripinnis, Skiffia multipunctata (Goodeidae), Poeciliopsis infans (Poeciliidae); Tetrapleurodon geminis (Petromyzontidae), Poecilia mexicana, Xiphophorus hellerii (Poeciliidae), Oreochromis spp. (Cichlidae), Cyprinus carpio i Ctenopharyngodon idella (Cyprinidae).

## Conservació
Encara que aquesta espècie està força distribuïda al llarg de la part occidental del centre de Mèxic, se n'ha observat una reducció en la seua distribució de gairebé un 75% en els darrers anys i hom sospita que es troba en perill d'extinció. Les alteracions més freqüents són la introducció d'espècies exòtiques, la dessecació i la contaminació de l'aigua.

## Observacions
És inofensiu per als humans i el seu índex de vulnerabilitat és baix (10 de 100).